# Padborg
Padborg (tyska: Pattburg) är en tätort i Åbenrå kommun i Region Syddanmark i Danmark. Tätorten har 4 258 invånare (2024). Den ligger på Jylland, cirka 24 kilometer söder om Åbenrå. Padborg var centralort i Bovs kommun fram till kommunreformen 2007.
Padborg är ett stationssamhälle som ligger nära gränsen till Tyskland och nära den tyska staden Flensburg. Orten hörde till Tyskland mellan 1864 och 1920, och en del av befolkningen är fortfarande tysktalande.